# Jovanotti
Jovanotti, pseudonimo di Lorenzo Cherubini (Roma, 27 settembre 1966), è un cantautore, rapper e disc jockey italiano.
Diventato famoso verso la fine degli anni ottanta, lanciato da Claudio Cecchetto, si discosta ben presto dalla commistione di hip hop dei primi successi, avvicinandosi gradualmente al modello della world music (sempre interpretata in chiave hip hop e funk). All'evoluzione musicale corrisponde un mutare dei testi dei suoi brani, che, nel corso degli anni, tendono a toccare temi sempre più personali, più tipici dello stile cantautorale italiano, riuscendo a unire hip-hop, funk e cantautorato in uno stile tutto suo.
Nel corso della sua carriera ha pubblicato venti album in studio, collaborando con numerosi artisti della scena musicale italiana, tra cui Elisa, Giorgia, Negramaro, Cesare Cremonini, Laura Pausini, Gianni Morandi, Franco Battiato, Luciano Ligabue, Piero Pelù, Calcutta, Tiziano Ferro ed Eros Ramazzotti, oltre che con artisti internazionali, tra cui Michael Franti, Pau Donés e Sérgio Mendes.
Nel 2010 ha vinto il David di Donatello per la migliore canzone originale per il brano Baciami ancora dell'omonimo film di Gabriele Muccino di cui ha curato la colonna sonora. Nel 2017 ha ricevuto una seconda candidatura per il brano L'estate addosso, tratto dall'omonimo film sempre di Muccino.

## Biografia
Lorenzo Cherubini è nato a Roma il 27 settembre 1966 da genitori toscani originari di Cortona: Mario Cherubini (1934-2015), membro del Corpo della gendarmeria dello Stato della Città del Vaticano, cui il cantante ha dedicato la canzone Mario (nell'album Lorenzo 1994),  e Viola Cardinali (1935-2010) alla quale ha dedicato il brano Le tasche piene di sassi. Terzo di quattro figli, è fratello minore di Umberto  (istruttore di volo della scuola Touchandgo morto il 22 ottobre 2007 in un incidente aereo a Latina) e di Bernardo (che ha lavorato nel mondo dello spettacolo come attore, per esempio nel film Panarea  e come presentatore) nonché fratello maggiore di Anna, scrittrice e sceneggiatrice. A Umberto ha dedicato la canzone In orbita e, dopo la sua morte, la canzone Fango.
Nel corso della sua infanzia, Lorenzo era solito frequentare la località di origine della famiglia, Cortona, in provincia di Arezzo, località dove vive e risiede da anni e di cui gli è stata conferita la cittadinanza onoraria.
A Roma ha studiato presso il liceo scientifico Malpighi.

## Carriera musicale

### Gli anni ottanta

Jovanotti in compagnia di Lucio Dalla, fine anni ottanta

A giugno del 1980 il fratello presenta Lorenzo ad un DJ di Radio Foxes di Cortona, dove inizia a muovere i primi passi anche lui come DJ. Nel 1982 inizia a fare il disc jockey anche per la discoteca Tuchulcha di Cortona. Nel 1983 lavora durante la settimana per Radio Antenna Musica a Roma. Propone sia musica dance che hip hop, genere all'epoca non molto noto in Italia. Nel 1984 lavora per il Paper Moon di Roma; lascia Radio Antenna Musica per poi fondare Radio Jolly. Nel 1985 inizia a lavorare per il Veleno, uno dei locali più importanti della capitale. Qui conosce Fiorello e il produttore Giancarlo Meo. Durante l'estate fa un provino per DeeJay Television, ma non viene assunto. Nel 1986 inizia a lavorare al Piper Club.
L'esordio musicale vero e proprio avviene ad aprile del 1987 con il singolo Walking, già con il nome di Jovanotti, a cui fa seguito Reggae 87, entrambi pubblicati dalla Full Time Records. Inizialmente il nome d'arte che Lorenzo sceglie è "Joe Vanotti", ma il tipografo a cui commissiona una locandina promozionale per una serata in discoteca commette un refuso scrivendo il nome come lo si pronuncia, cioè "Jovanotti". Tuttavia, Lorenzo gradisce anche questo nome e decide quindi di mantenerlo definitivamente. Il brano Walking viene inizialmente prodotto da Elvio Moratto e dal DJ romano Marco Trani, che si era trasferito a Cortina lasciando la consolle a Corrado Rizza all'Histeria di Roma, dove aveva conosciuto già Lorenzo, che passava spesso dopo le sue serate al Veleno e dove era solito salire in cabina e duettare con Dr. Felix in stile rap. Marco Trani, però, a causa dei suoi molteplici impegni nel nord Italia, decise di passare il progetto alla Full Time. Jovanotti viene quindi proposto dalla Full Time a Claudio Cecchetto, che però inizialmente rifiuta di assumerlo. A giugno inizia a lavorare al Lanternone di Palinuro. Qui viene notato da Marina (ex compagna di Claudio Cecchetto) che lo propone a quest'ultimo, che questa volta decide di metterlo sotto contratto come presentatore a Deejay Television e come disc jockey a Radio Deejay.
Cecchetto in un primo momento boccia il nome "Jovanotti", ma in seguito cambia opinione, ritenendolo adatto e consigliandogli di tenerlo. In questo periodo Lorenzo diventa uno dei personaggi di spicco di Radio Deejay: nella notte di Capodanno tra il 1987 e il 1988 tiene una diretta radiofonica per otto ore di fila. Nel 1988 pubblica un singolo di grande successo, È qui la festa?, seguito dal suo primo album, Jovanotti for President, contenente il singolo Gimme Five, e partecipa come unico artista italiano alla compilation di Radio Deejay Deejay rap. Questo è un periodo d'oro per il neonato Jovanotti, visto che immancabilmente tutti i suoi singoli finiscono nelle prime posizioni delle classifiche italiane, tanto che a settembre viene invitato al Festivalbar addirittura come ospite d'onore. Pur avendo già adottato lo pseudonimo di Jovanotti, nello stesso periodo si propone al pubblico anche con lo pseudonimo alternativo di "Gino Latino", pubblicando tre singoli: Yo, Welcome e Latino. Il progetto, ideato con Albertino di Radio Deejay, sarebbe dovuto sfociare in un album che però non vede mai la luce.

Jovanotti durante la celebrazione di un concerto di ritorno dal servizio militare, organizzato al Palatrussardi da David Zard (al centro). A destra, l'amico Claudio Cecchetto (5 dicembre 1989).

Un altro pseudonimo utilizzato da Jovanotti in quel periodo è "Jeronimo", con il brano The Indian. I brani pubblicati come "Gino Latino" e "Jeronimo" sono presenti nella raccolta Jovanotti Special. In questo primo periodo, oltre a parlare regolarmente da Radio Deejay, Jovanotti fa le prime esperienze in televisione con le trasmissioni DeeJay Television e 1, 2, 3 Jovanotti, dove scopre e porta al debutto gli 883. Inoltre pubblica il suo primo libro, Yo, brothers and sisters: siamo o non siamo un bel movimento?. A dicembre del 1988 inizia il servizio militare presso la caserma Turinetto di Albenga, in provincia di Savona. Questa esperienza porta, in seguito, alla nascita della canzone Asso, colonna sonora della serie televisiva Classe di ferro. Jovanotti in seguito dichiarerà di aver scritto la canzone unicamente perché in cambio gli venisse concessa una licenza di 15 giorni, come dichiarato da lui stesso a gennaio del 2018 durante la trasmissione 90 Special su Italia 1.
Il giorno prima della partenza presenta a Fantastico il brano Sex No Drugs and Rock 'n Roll; nello stesso mese fonda, insieme a Cecchetto, la linea di abbigliamento "Yo". Nel 1989 esce l'album La mia moto, da cui viene tratto il singolo Vasco (che a detta dell'autore è un omaggio al cantautore Vasco Rossi, idolo suo e di una generazione intera), classificatosi quinto al Festival di Sanremo 1989, durante il quale è protagonista di una clamorosa gaffe, scivolando sul palco all'inizio dell'esibizione nella quarta serata. La mia moto vendette circa 600 000 copie. Al Festival si presenta con l'allora fidanzata Rosita Celentano, figlia di Adriano Celentano, e affitta una discoteca dove, dopo le serate del Festival, riceve amici. Lo stile dei primi album di Jovanotti è caratterizzato da un divertente e festaiolo groove in stile italo disco (che dominava la scena musicale in quegli anni) e l'hip hop. L'ispirazione viene da grandi artisti hip hop come i Run DMC, Public Enemy e Beastie Boys.

### Gli anni novanta

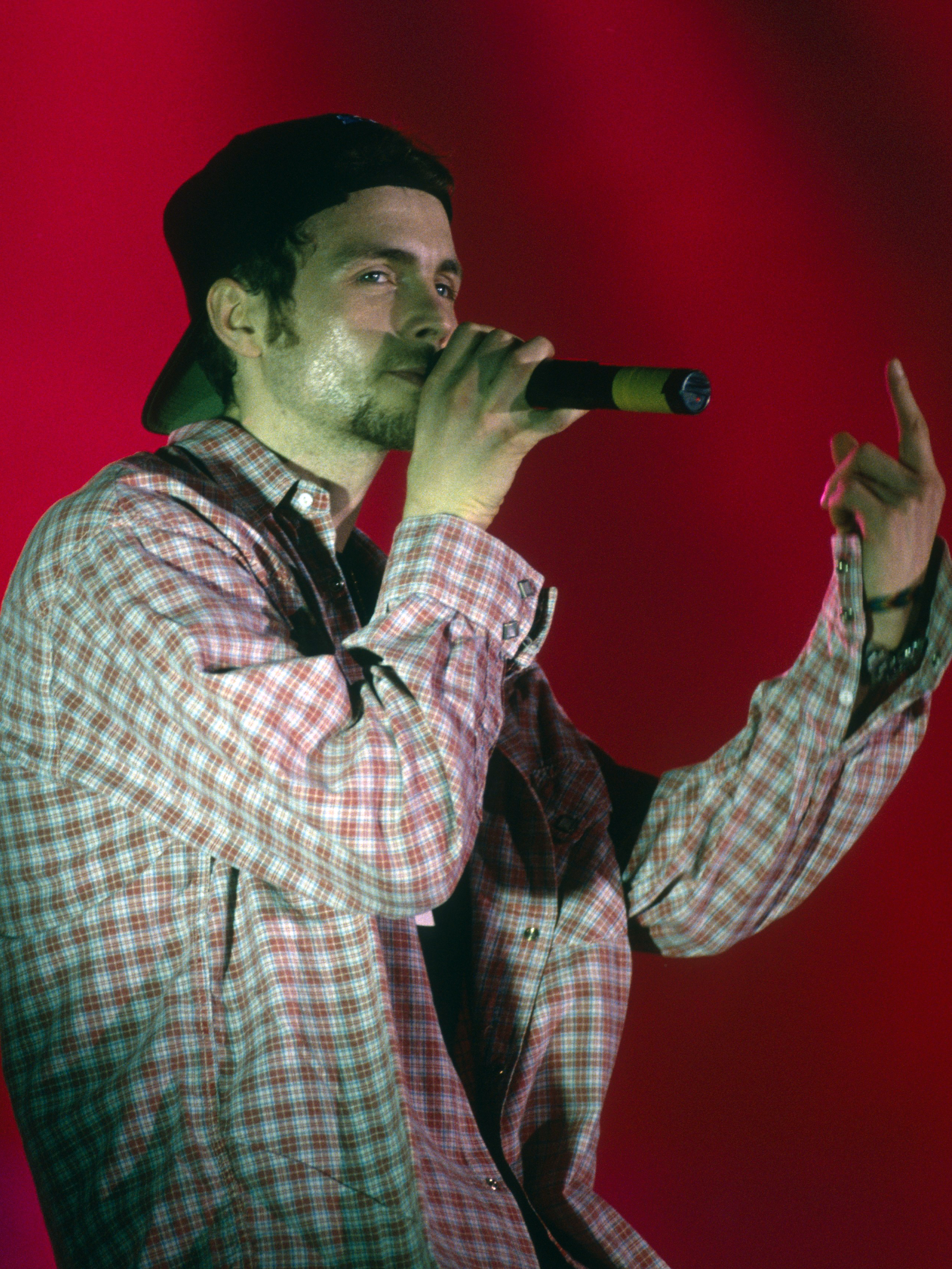
Jovanotti in concerto nel 1993

Nel 1990 Jovanotti realizza l'album Giovani Jovanotti, ancora ricco di spunti spensierati (uno su tutti Ciao mamma), ma in cui iniziano ad apparire brani che anticipano una nuova linea artistica, come Gente della notte. Il mutare delle mode e la prolungata assenza dai media nazionali (causata dal servizio militare) provocano un'inesorabile caduta della notorietà di Jovanotti. Nello stesso anno partecipa come ospite fisso allo show Fantastico condotto da Pippo Baudo. Per un'inversione di tendenza si deve attendere il 1991, con la pubblicazione di Una tribù che balla. Risale a questo periodo l'episodio in cui Red Ronnie, durante una piovosa serata di "Vota la voce", dice a Vasco Rossi "Tutti dicono che Jovanotti è finito..." e Vasco risponde: "Secondo me Jovanotti comincia adesso!".
Dopo l'esperienza di Fantastico Jovanotti riceve altre proposte televisive: MTV gli offre un posto da veejay per lanciare il proprio canale di Londra, mentre Fininvest gli propone di sostituire Paolo Bonolis alla conduzione di Bim Bum Bam. Tuttavia Cherubini crede ancora nella sua carriera musicale e rifiuta ambedue le offerte per preparare invece il suo ritorno discografico. Il nuovo album di Jovanotti, Una tribù che balla, dà inizio a un periodo artistico decisamente diverso, spesso descritto dai critici come una svolta (sebbene lo stesso Jovanotti in diverse occasioni abbia dichiarato di non percepire una particolare discontinuità in questa sua fase artistica). Iniziano ad apparire nei suoi testi, inizialmente in sordina, i temi dell'impegno politico e sociale che caratterizzeranno in modo sostanziale la sua produzione successiva (tutte le vecchie realtà sono finite; e allora muoviti, muoviti).
Nel 1992 realizza Cuore in memoria del magistrato Giovanni Falcone, composto di getto pochi giorni dopo la sua uccisione: il brano è solamente destinato all'airplay e mai pubblicato su disco. Nello stesso anno esce Lorenzo 1992: primo album che, pur mantenendo il suo pseudonimo, porta il suo vero nome nel titolo, nell'intento di segnalare in modo esplicito la discontinuità con le origini. L'album contiene numerosi brani che diventano celebri, a partire da Non m'annoio e Ragazzo Fortunato, ed è seguito da un tour con Luca Carboni (Carboni-Jovanotti in concerto 1992). Esso spazia inoltre su vari temi come la violenza, la contraccezione, la politica, con una presa di posizione contro l'aborto, subito rinnegata.
(Dal brano Io no)

Nel primo brano dell'album, tra l'altro, Jovanotti si autocelebra come colui che ha introdotto l'hip hop in Italia. All'esperienza di Lorenzo 1992 si accompagnò per Jovanotti la scrittura del suo secondo libro, Cherubini, un libro che racconta tutti i suoi viaggi. Nel maggio del 1993 Gianna Nannini lo vuole al suo fianco per scrivere e cantare una strofa rap della canzone Radio Baccano, il pezzo ottiene un ottimo successo e i due artisti, si esibiscono insieme in una sola occasione, sul palco del Festivalbar 1993. Nel 1994 esce Lorenzo 1994, tra i suoi album più venduti, che contiene il brano Penso positivo, nel quale, per la prima volta, si sbilancia in forti prese di posizione ideologiche: 
(Penso positivo)
 Con Penso positivo Jovanotti gareggia nel MTV Europe Music Awards 1995 nella categoria "Miglior videoclip dell'anno", arrivando terzo.
Prese di posizione che ricordano scuole di pensiero sulla convivenza delle religioni e che in realtà erano già state annunciate nel precedente disco Ho perso la direzione, contenuto nell'album Lorenzo 1992, dove il cantautore si scaglia contro il sistema politico del tempo. Contenuti di questo genere si trovano in numerosi altri brani dell'album, da Barabba a Dobbiamoinventarciqualcosa. L'album è reso celebre anche dalle molte canzoni d'amore di successo, da Piove a Serenata rap; quest'ultimo brano, in particolare, si classifica come video più trasmesso in Europa e persino in Sudamerica. Nel 1994 Jovanotti è in tour per l'Europa insieme a Pino Daniele ed Eros Ramazzotti. Nello stesso anno vede la luce la sua etichetta discografica Soleluna.
Nel 1995 esce il singolo L'ombelico del mondo, con il quale Jovanotti partecipa anche agli MTV Europe Music Awards 1997 a Rotterdam. Il brano viene pubblicato nella raccolta Lorenzo 1990-1995, insieme all'inedito Marco Polo: la raccolta, come suggerisce il titolo, non comprende i brani dei suoi primi due album. Nel 1995 scrive con Zucchero Fornaciari il brano Alleluja, contenuto nell'album Spirito DiVino.
L'album del 1997, L'albero, segna una nuova svolta nello stile musicale di Jovanotti; vi dominano elementi di musica etnica e di world music, e un ulteriore approfondimento dei testi (si pensi a Questa è la mia casa, una sorta di moderno Cantico delle creature multireligioso, o alla lirica introspezione de La linea d'ombra ispirata a The Shadow Line di Joseph Conrad). La pubblicazione dell'album viene accompagnata dalla distribuzione di un film omonimo. Nello stesso periodo Jovanotti inizia una serie di attività che riflettono un periodo di ricerca interiore. Inizia a occuparsi di pittura (le sue opere vengono esposte al Brescia Music Art), nel 1998 recita nel film I giardini dell'Eden di Alessandro D'Alatri, partecipa a due tribute album in onore rispettivamente di Robert Wyatt e George Gershwin, e prende a girare il mondo, in particolare l'America Latina (celebre la sua attraversata della Patagonia in bicicletta).
In riguardo a questa esperienza commenta: «uno è attratto dai posti in fondo al mondo perché pensa che lì potrà trovare quello che è in fondo a sé stesso». In una notte di quel viaggio nasce il testo di Stella cometa, canzone d'amore per la sua ragazza lontana. L'amore per l'America latina lo porta anche a collaborare all'album Artisti Uniti per gli Zapatisti del Chapas, un album benefico i cui incassi vengono devoluti alla costruzione di un ospedale in Messico. Le vicende dei suoi viaggi sono raccontate nel libro Il grande boh!, pubblicato nel 1998. Nello stesso anno Jovanotti diventa padre; la sua gioia è raccontata nella ninna nanna Per te, uno dei successi dell'album Capo Horn (1999). Nello stesso album compare anche Un raggio di sole, con cui Jovanotti vince il Festivalbar. Sempre nel 1999, durante la Guerra del Kosovo, Jovanotti partecipa a un progetto comune con Piero Pelù dei Litfiba e Luciano Ligabue per il brano pacifista Il mio nome è mai più, il cui video viene girato da Gabriele Salvatores, e i cui proventi vengono devoluti interamente a Emergency; il singolo è il più venduto in Italia in quell'anno.

### Gli anni 2000

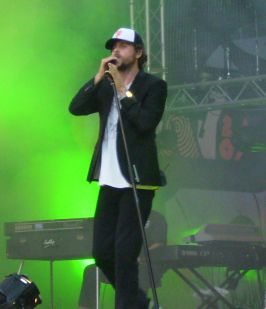
Jovanotti nel 2007 all'MTV Day

L'impegno di Lorenzo non finisce qui. Notevole la sua esibizione al Festival di Sanremo 2000 con il brano inedito Cancella il debito. A giugno Lorenzo ripropone una nuova versione di Dolce fare niente, presente già in Capo Horn. Nello stesso periodo interviene al concerto-tributo al Teatro Carlo Felice di Genova, dedicato a Fabrizio De André (da cui è tratto il doppio CD Faber, amico fragile), interpretando il brano La cattiva strada. Nello stesso anno partecipa attivamente al movimento per la cancellazione del debito ai paesi del Terzo Mondo cantando, nelle vesti di ospite, al Festival di Sanremo un brano inedito intitolato, appunto, Cancella il debito, assieme ad altri colleghi internazionali, tra cui Carlinhos Brown. A questo periodo risale la sua rottura dell'ultra-decennale sodalizio artistico con il chitarrista e produttore Michele Centonze, coautore della maggior parte dei suoi brani a partire dal 1986.
L'album del 2002, Lorenzo 2002 - Il quinto mondo, conferma, anche per mezzo dei suoi singoli, l'equidistanza e l'equilibrio dei due poli della lirica di Jovanotti: la canzone d'amore (Ti sposerò) e l'impegno politico e sociale (Salvami). Salvami, in particolare, copre un ampio spettro di temi, dal pacifismo, alla globalizzazione e la necessità di giustizia nei confronti del Terzo Mondo, all'ambientalismo, e viene citata da Tiziano Terzani nell'introduzione alle sue Lettere contro la guerra. Il video di Salvami è un collage di tutte le apparizioni nei programmi televisivi dove Jovanotti aveva presentato il singolo.
Il tour di Quinto mondo, iniziato ad Ancona il 17 aprile e concluso a Roma il 1º giugno, è caratterizzato dalla presenza sul palco di 17 musicisti. Il "Quinto Mondo Tour" viene presentato in una data extra il 30 luglio 2002 presso il Santuario di San Gabriele dell'Addolorata a Isola del Gran Sasso in provincia di Teramo in occasione del concerto-evento "Una Montagna di Musica per l'Acqua", promosso dalle Province di Teramo, Pescara e Ascoli Piceno per la tutela delle acque del Gran Sasso e contro la costruzione del terzo traforo in concomitanza con l'anno internazionale della montagna promosso dall'ONU e dalla FAO.
Il concerto si svolge su un palco di 231 m² con la presenza di circa 30 000 persone e con una band di 17 elementi. Per la sua partecipazione all'evento contrario al terzo traforo sotto il Gran Sasso la provincia dell'Aquila cancella il concerto di Jovanotti che si sarebbe dovuto svolgere all'interno dei festeggiamenti per la Perdonanza Celestiniana e lui risponde a questa "censura" con una lettera aperta.
Il brano Una tribù che balla viene inserito come traccia musicale nel film di Harold Ramis Un boss sotto stress, interpretato da Robert De Niro e Billy Crystal. Nel 2003, sotto l'egida della sua casa discografica, Jovanotti dà vita a un progetto musicale alternativo, spiccatamente latinoamericano, dal nome Roma - Collettivo Soleluna, che ottiene un buon successo con il brano A vida (Roma). Nello stesso anno, un artista brasiliano di origini italiane, Franco Cava, riaccorda e traduce alcune canzoni di Jovanotti secondo i tempi e i modi della musica brasiliana dando vita a BossaJova. In questo album spiccano Chove (Piove) e Samba è (sul ritmo di Ciao mamma) che celebra l'elezione del presidente Lula.
L'album Buon sangue (2005) secondo alcuni appare una conferma della maturità raggiunta dal cantante, che si avvale di collaboratori (Edoardo Bennato, ma anche i Planet Funk e Danilo dei Negramaro nel brano Falla girare) e balza al primo posto in classifica, trainato dal successo dei singoli (Tanto)³ e Mi fido di te; insieme alla versione standard di Buon sangue esce anche una limited edition composta da due cd: il già citato Buon sangue, più Extra F.U.N.K., CD contenente arrangiamenti alternativi e spezzoni tagliati e canzoni che non avevano trovato posto nell'album originale. Nel 2006 esce Buon Sangue Live, un DVD con 40 minuti di contenuti e retroscena sull'ultimo tour del cantautore italiano e il concerto svolto a Milano. Nello stesso anno collabora per la seconda volta con Zucchero, diventando autore del testo del brano Troppa fedeltà, incluso nell'album Fly.
Il 1º giugno 2007, in occasione dei 40 anni dall'uscita dell'album Sgt. Pepper's Lonely Hearts Club Band dei Beatles, durante la grande maratona musicale tenutasi nella Sala Santa Cecilia dell'Auditorium Parco della Musica di Roma, è stato proiettato un video inedito di Jovanotti, Ode al Sergente Pepe, un brano inedito ispirato al disco, scritto e interpretato appositamente per questo evento. Nello stesso anno co-produce e contribuisce (scrivendo e partecipando al brano Cade la pioggia) a La finestra, album della band italiana Negramaro. La collaborazione con i Negramaro riprende nell'album Safari con l'omonimo brano.
Il 22 ottobre 2007 il fratello Umberto Cherubini, istruttore di volo della scuola Touchandgo, muore in un incidente aereo a Latina. Jovanotti dopo qualche mese dalla sua morte gli dedica la canzone Fango. Sempre nel 2007 scrive il testo della canzone Aria... non sei più tu, su musica di Daniel Vuletic, incisa da Adriano Celentano nel suo disco Dormi amore, la situazione non è buona. Il 18 gennaio 2008 esce il disco, Safari, registrato tra Cortona, Los Angeles, Milano, Hannover, Berlino e Rio de Janeiro, anticipato il 7 dicembre dal singolo Fango, che si avvale della collaborazione alla chitarra di Ben Harper. A maggio Fango si aggiudica la prima edizione del Premio Mogol, riconoscimento destinato all'autore del miglior testo dell'anno da una giuria presieduta dallo stesso Mogol.
Il 7 marzo esce il singolo A te, secondo singolo di Safari, una dedica a sua moglie. Questo brano ha grande successo in Italia e rimane in testa alle classifiche per molte settimane. Il 12 maggio parte da Rimini il Safari Tour, che attraversa palasport e stadi per tutta l'estate. Il 4 luglio esce il singolo omonimo dell'album, Safari. Il 20 ottobre viene pubblicato il quarto singolo di Safari, Come musica. Safari viene eletto album dell'anno 2008 e dal sito Rockol.it il miglior album del decennio. Gira anche il primo social-clip della storia su Mezzogiorno. Nello stesso anno riceve il Kids' Choice Awards per la difesa dell'ambiente. Jovanotti scrive il testo del brano Più sole, che gareggia al Festival di Sanremo 2009 cantato da Nicky Nicolai & Stefano Di Battista.
Raduna insieme a Giuliano Sangiorgi dei Negramaro più di 50 star della musica italiana per incidere Domani 21/04.2009, brano dedicato ai terremotati dell'Abruzzo, in cui Lorenzo incide una parte rappata. Il 15 maggio viene pubblicato il sesto singolo dell'album, Punto, con la partecipazione di Sérgio Mendes. Dopo un tour a New York in estate, il 4 dicembre esce un CD+DVD delle serate intitolato OYEAH solo per il mercato americano (in Italia è acquistabile su ITunes). 
Sempre nel 2009 ha collaborato per la prima volta con il rapper milanese J-Ax al singolo Vecchia scuola, contenuto nell'album Deca dance.

### Gli anni 2010

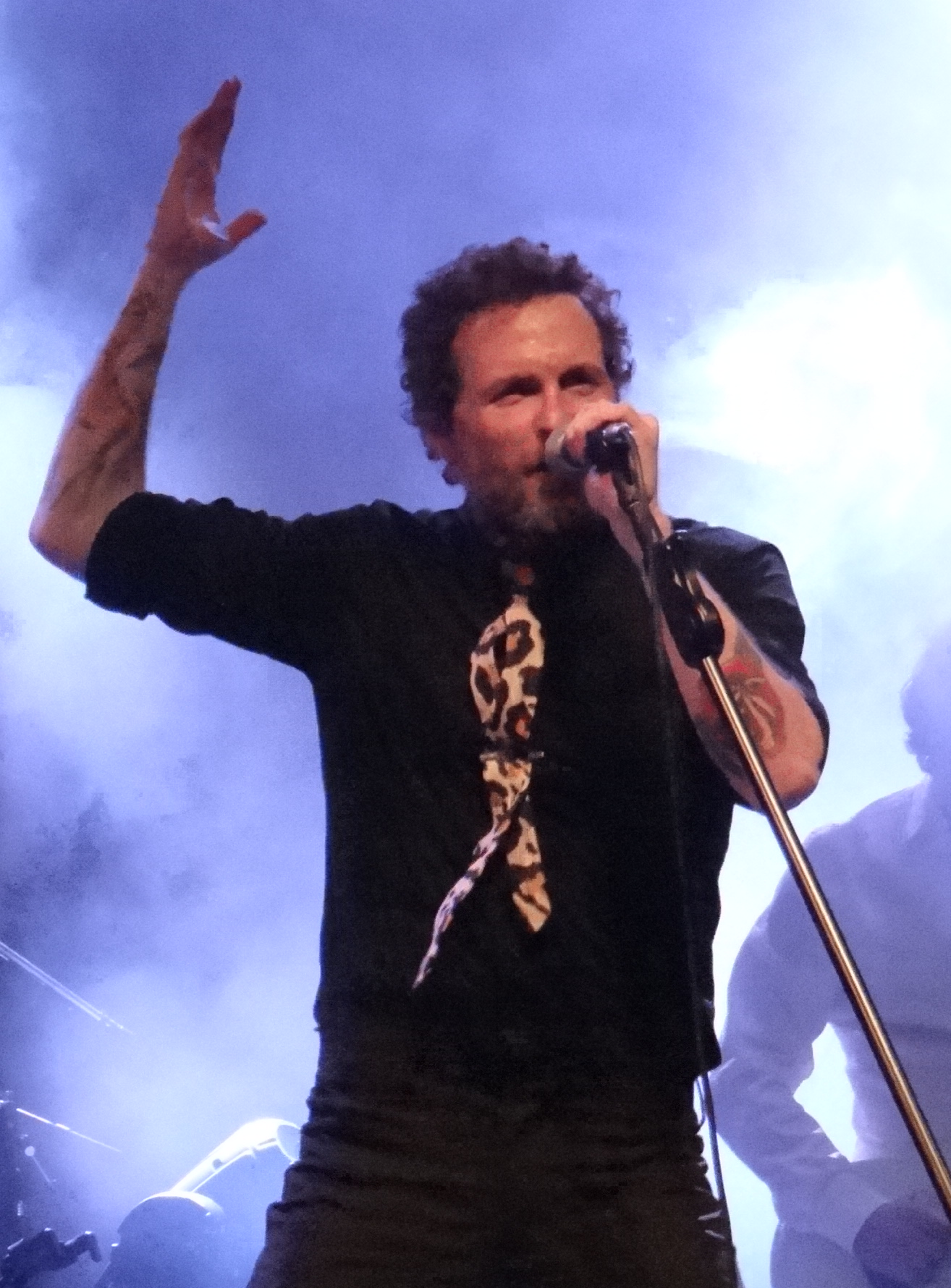
Jovanotti nel 2013.

L'8 gennaio 2010 esce Baciami ancora, colonna sonora dell'omonimo film di Gabriele Muccino con la quale si aggiudica il David di Donatello come migliore colonna sonora originale. Collabora con Cesare Cremonini alla realizzazione del singolo Mondo, uscito il 23 aprile. Realizza inoltre con Marco Tamburini la nuova colonna sonora per il film Sangue e arena con la produzione di Gianni Salvioni per Ermitage. Durante la preparazione del suo nuovo album intraprende due brevi tour nel Nordamerica: il primo dal 22 aprile al 6 maggio ha toccato Washington, New York, Boston, Filadelfia, Montréal, Toronto e Chicago (tutte le date sold out); il secondo dal 21 luglio al 31 luglio Viper room a Hollywood, Santa Monica, San Francisco e Central Park. Ad ottobre viene annunciata l'uscita nel 2011 dell'album intitolato Ora.
Il tutto è anticipato da diverse iniziative online sul suo sito e sui social network. Il 30 novembre esce nelle librerie Viva tutto!, libro formato dalla corrispondenza e-mail fra Jovanotti e il filosofo Franco Bolelli, inviate durante la produzione dell'album in uscita. Il 3 dicembre esce il singolo Tutto l'amore che ho, corredato da un video pubblicato su Facebook il pomeriggio precedente. Il 25 gennaio 2011 esce l'album Ora. L'11 marzo esce il singolo Le tasche piene di sassi, dedicato alla morte della madre Viola, che a giugno si aggiudica la quarta edizione del Premio Mogol. Il 16 aprile parte da Rimini Lorenzo Live - Ora in Tour 2011-2012.
Il 21 novembre esce l'album di Adriano Celentano Facciamo finta che sia vero che contiene 3 brani in cui è inclusa la collaborazione di Jovanotti: La cumbia di chi cambia, scritta per musica e testo dal cantautore che diventata presto uno dei cavalli di battaglia del Molleggiato, Fuoco nel vento col testo di Jovanotti e Non so più cosa fare cantata con Celentano, Sangiorgi e Battiato. Il 27 maggio 2011 esce il singolo Il più grande spettacolo dopo il Big Bang, che darà anche il titolo al varietà Il più grande spettacolo dopo il weekend di Fiorello; Jovanotti è ospite nell'ultima puntata della trasmissione, cantando una cover del brano con testo riadattato insieme allo showman. Il 1º giugno Jovanotti collabora con Michael Franti & Spearhead per la versione italiana del singolo The Sound of Sunshine, che balza subito in classifica arrivando alla posizione numero 3.
L'11 giugno Jovanotti suona al Bonnaroo Music Festival a Manchester in Tennessee. Scrive anche il brano Tu mi porti su per la cantautrice italiana Giorgia, contenuto nel disco di inediti della cantante, Dietro le apparenze. Il 29 novembre esce l'album Ora nella versione Special Super Deluxe Box contenente anche il DVD live del tour e un documentario con il backstage diretti da Leandro Manuel Emede. Lorenzo Live - Ora in Tour 2011-2012 subisce un'interruzione il 12 dicembre, quando durante i preparativi per la tappa di Trieste, durante il montaggio del palcoscenico, la struttura crolla travolgendo alcuni operai che in quel momento si trovavano al di sotto: un operaio muore nell'incidente.
Le successive date del tour vengono rimandate; il tour si conclude nel marzo 2012 proprio a Trieste. Tiene poi dei concerti negli Stati Uniti d'America. Il 6 marzo esce nelle edicole l'album live Lorenzo in concerto per Jovanotti e Orchestra, testimonianza del concerto tenuto nel Teatro antico di Taormina il 3 settembre 2011, arrangiato e diretto da Paolo Buonvino con l'orchestra Roma Sinfonietta. Contiene anche una bonus track registrata con l'orchestra in studio. Nella versione di iTunes è disponibile anche un video-documentario diretto da Nicolò Cerioni. Il 7 agosto esce negli Stati Uniti d'America la raccolta Italia 1988-2012. Il 22 settembre prende parte al concerto di beneficenza Italia Loves Emilia, organizzato da lui stesso insieme altri 20 artisti, in favore del terremoto dell'Emilia del 2012, che si è tenuto a Campovolo, nelle adiacenze dell'aeroporto di Reggio Emilia, assieme a molti colleghi cantanti.
Il 27 novembre esce la raccolta Backup - Lorenzo 1987-2012 che celebra i 25 anni del cantante, ed è anticipato dal singolo Tensione evolutiva uscito il 9 novembre. La raccolta ad aprile viene certificata triplo disco di platino per le oltre 180 000 copie vendute. A maggio 2013 duetta con Clementino nell'album Mea culpa cantando Fratello e a giugno con Max Pezzali nell'album Max 20 cantando Tieni il tempo. Nello stesso mese parte il Backup Tour - Lorenzo negli stadi 2013.
Il 4 agosto si esibisce in un concerto a Cortona come chiusura della manifestazione Mix Festival. Al concerto, dal prezzo simbolico di 2€, partecipano circa 2 000 persone in piazza Signorelli e le restanti 3 000 nelle piazze adiacenti tramite schermi giganti. Ospite del concerto anche Roberto Saviano. Il 1º ottobre viene pubblicato il nuovo album di Luca Carboni Fisico & politico contenente il brano Ci vuole un fisico bestiale in duetto con Jovanotti. Il 19 novembre viene pubblicato l'album live Lorenzo negli stadi - Backup Tour 2013, tratto dall'omonimo Tour del 2013.
Il 23 aprile 2014 Jovanotti è stato ospite del concerto di Zucchero al Madison Square Garden di New York, facente parte dell'Americana Tour, seguito da 5 000 spettatori e caratterizzato dalla partecipazione di ospiti d'eccezione come Sting, Elisa, Fiorella Mannoia, Fher dei Maná, Chris Botti, Sam Moore, Andrea Griminelli, Irene Fornaciari e un coro gospel. Per l'occasione Lorenzo ha eseguito Il mare in duetto con Zucchero improvvisando un medley hip hop.
Il 16 dicembre 2014 è stato reso disponibile per l'ascolto il singolo Sabato, che ha anticipato sia il tredicesimo album in studio, intitolato Lorenzo 2015 CC. e pubblicato il 24 febbraio 2015, sia il tour Jovanotti Tour 2015, partito da Ancona il 20 giugno 2015.

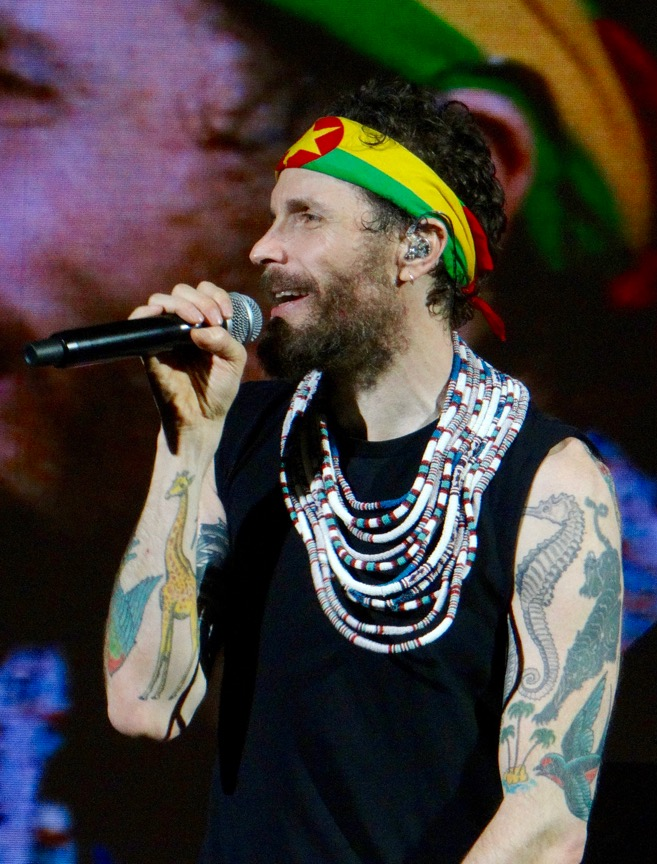
Jovanotti nel 2016.

Il 26 luglio 2015 si è esibito insieme a Eros Ramazzotti allo Stadio San Paolo di Napoli per rendere omaggio al cantautore Pino Daniele, morto sei mesi prima. Nello stesso periodo ha collaborato con i Tre Allegri Ragazzi Morti alla composizione del brano In questa grande città (la prima cumbia), pubblicato come singolo il 25 febbraio 2016.
Nel 2016 collabora nuovamente con Gabriele Muccino realizzando la colonna sonora del film L'estate addosso. La colonna sonora, che comprende anche il brano omonimo uscito come singolo l'anno precedente, è stata registrata ai Red Bull Studios di New York con la partecipazione di Riccardo Onori alle chitarre, Christian "Noochie" Rigano alle tastiere e Miles Artenzen degli Antibalas alla batteria. Il 19 agosto 2016 viene estratto come primo singolo il brano Welcome to the World, scritto da Jovanotti in collaborazione con Jaselli e interpretato da quest'ultimo.
Nel mese di ottobre 2017 annuncia l'uscita del suo quattordicesimo album di inediti Oh, vita!, pubblicato il 1º dicembre dello stesso anno e anticipato dall'omonimo singolo reso disponibile a partire dal 10 novembre. L'album è stato prodotto da Rick Rubin ed è stato registrato nell'agosto dello stesso anno alla Villa "Le Rose" di Firenze e finalizzato allo Shangri-La Studio di Malibù, in California.
Il 26 gennaio 2018 ha pubblicato il secondo singolo Le canzoni, seguito il 15 giugno successivo dal terzo singolo Affermativo, nella versione remix di Takagi & Ketra. Il 6 luglio, per festeggiare la conclusione del tour nei palasport Lorenzo Live 2018, viene pubblicato il quarto singolo Viva la libertà, accompagnato da un video girato da Leandro Manuel Emede al termine di uno dei concerti. Il 27 settembre ha pubblicato in versione remix con il gruppo Ackeejuice Rockers il quinto singolo Sbam!, seguito il 9 novembre successivo dal sesto singolo Chiaro di luna.
Il 1º marzo 2019 ha collaborato con Takagi & Ketra, Tommaso Paradiso e Calcutta al singolo La Luna e la gatta. Prende parte al brano Canzone di Rkomi, pubblicato il 22 marzo 2019 con l'album Dove gli occhi non arrivano. Il 7 giugno pubblica il singolo Nuova era prodotto insieme al produttore discografico Dardust. Il 6 luglio si è svolta la prima tappa del nuovo tour estivo, il Jova Beach Party, a Lignano Sabbiadoro. Dopo 12 date in varie spiagge italiane, il tour si è concluso all’aeroporto Linate di Milano, con circa 100 000 spettatori.

### Gli anni 2020

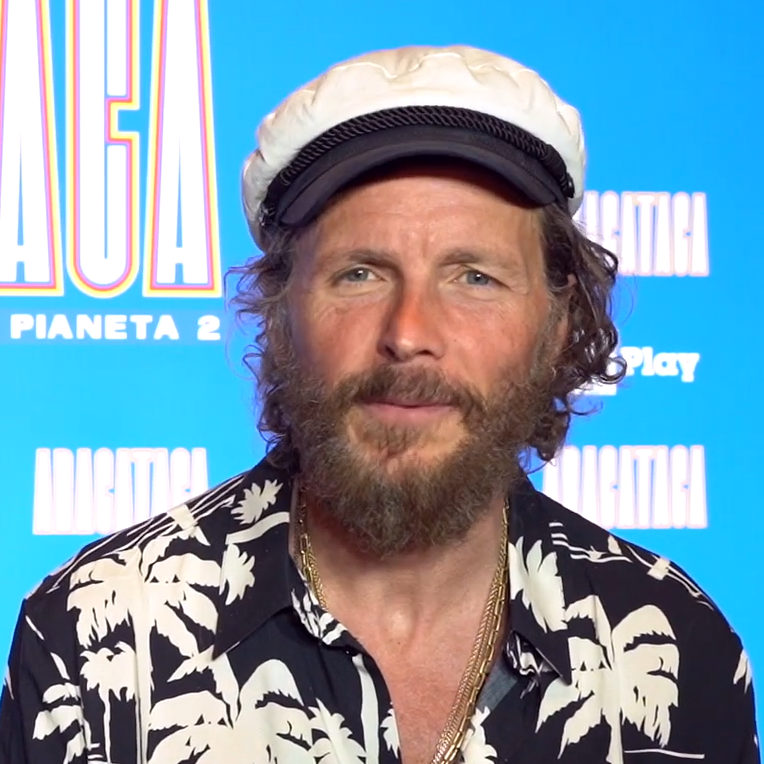
Jovanotti durante un'intervista per il docutrip Aracataca nel 2023

Nell'ottobre 2021 annuncia di essere nuovamente al lavoro con Rick Rubin per il quindicesimo album di inediti. Per il 19 novembre 2021 annuncia l'uscita del singolo Il boom e la presentazione del tour Jova Beach Party 2. Il 17 dicembre 2021 viene pubblicato il singolo La primavera, insieme all'EP omonimo.
Nel 2022 scrive e compone il brano Apri tutte le porte, presentato da Gianni Morandi nell’ambito del 72º Festival di Sanremo e durante la serata delle cover, partecipa, vincendo, in coppia con il cantante in un medley di alcuni fra i loro più grandi successi.
Successivamente esce l'album di un'altra partecipante al festival, Elisa, nel quale è presente il feat. con Jovanotti nel brano Palla al centro.
Il singolo pubblicato successivamente è I love you baby, in collaborazione con Sixpm. Annuncia per il 1º aprile l'uscita della seconda parte del progetto, l'EP Mediterraneo contenente 8 inediti. Esso, sempre nel mese di aprile, oltre ad andare da Mara Venier nella sua Domenica In per una lunga intervista tra carriera e vita privata, va a promuoverlo in diverse radio note tra cui Radio Italia, Radio Deejay e RTL 102.5. I Love You Baby porta il cantante a raggiungere la posizione più alta con un singolo dal 2011.
Successivamente ha pubblicato i singoli Sensibile all'estate e Se lo senti lo sai che anticipa l'album Il disco del Sole, uscito il 9 dicembre 2022.
Sempre nel 2022 scrive e canta la sigla di Viva Rai2!, il programma condotto da Fiorello.
Nel 2023 collabora con i Negramaro ed Elisa alla canzone Diamanti.
Il 10 maggio 2024, dieci mesi dopo un incidente in bicicletta a Santo Domingo, che gli aveva procurato la rottura di clavicola e femore, torna in TV come ospite dell’ultima puntata di Viva Rai2!. Nel dicembre dello stesso anno, annuncia l'uscita del suo sedicesimo album in studio, Il corpo umano vol. 1, pubblicato il 31 gennaio seguente; il disco è stato anticipato dai singoli Montecristo e Fuorionda.
A febbraio 2025 è ospite della prima serata del Festival di Sanremo in cui si esibisce con un medley di alcuni dei suoi migliori successi (L'ombelico del mondo, Il più grande spettacolo dopo il Big Bang, I Love You Baby, la più recente Fuorionda e A te) e con Un mondo a parte, brano tratto dal suo ultimo album. Raggiunto sul palco dall'amico Gianmarco Tamberi, i due leggono un testo sul corpo umano del filosofo Franco Bolelli, scomparso nel 2020. A maggio compone la sigla di Radio2 Radio Show - La pennicanza, nuovo programma radiofonico di Fiorello.
A maggio 2025 è stato pubblicato il singolo Occhi a cuore, mentre a giugno dello stesso anno è stato pubblicato il singolo Oceanica in collaborazione con Merk & Kremont.

## Posizioni politiche
Jovanotti è un pacifista attivo, ha frequentemente collaborato con associazioni come Emergency, Amnesty International, Lega anti vivisezione, Nigrizia e DATA, ha contribuito alle manifestazioni in favore della cancellazione del debito negli anni novanta e successivamente ai movimenti Niente scuse e Make Poverty History, partecipando al Live 8.

## Controversie

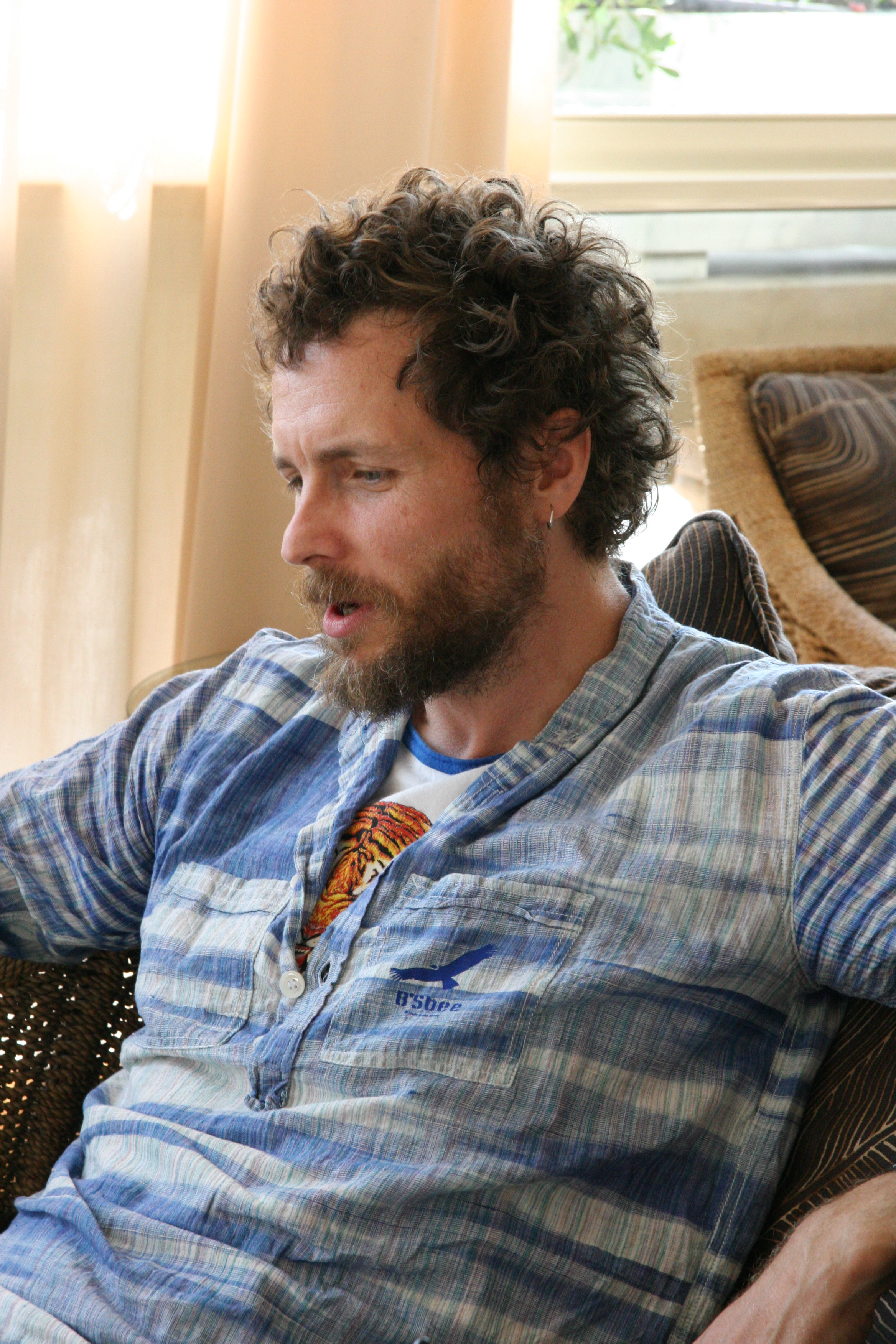
Jovanotti nel 2008

### Accuse di plagio
Nel luglio 2008 il quotidiano spagnolo El Mundo riporta la notizia secondo la quale il brano di Jovanotti A te sarebbe ispirato alla canzone del 2006 A la primera persona del cantautore Alejandro Sanz. Jovanotti ha smentito dichiarando che l'ispirazione di A te, probabilmente la stessa del brano di Sanz e di tanti altri, è un giro armonico piuttosto diffuso, la cui paternità è comunemente, ma forse erroneamente, attribuita a Johann Sebastian Bach. Si tratta invece, più facilmente, del Canone di Pachelbel, fonte di ispirazione per le melodie di molte canzoni della musica leggera.

### Dichiarazioni controverse
Nel 2015 durante un incontro presso l'Università di Firenze, il cantautore ha rivelato di aver partecipato a un incontro a porte chiuse organizzato da una società tecnologica in Sicilia, (probabilmente Google, che negli ultimi anni organizza i propri incontri a Sciacca) affermando che all'incontro partecipavano premi Nobel, amministratori di importanti aziende, femministe e artisti, impegnati a discutere delle sorti del mondo.

### Jova Beach Party
Il Jova Beach Party, tour estivo di Jovanotti del 2019 composto da concerti tenuti sugli arenili di varie località balneari, è stato criticato da diverse associazioni ambientaliste e dal geologo Mario Tozzi. Nonostante il tour si proponesse di aumentare la sensibilità collettiva verso il rispetto dell'ambiente, molti esperti hanno evidenziato come l'effetto potenziale fosse quello opposto, ossia come i grandi eventi sulle spiagge espongano a numerosi rischi gli habitat costieri e le specie che li popolano (ad esempio quanto successo alla spiaggia di Casabianca a Fermo). Jovanotti si è rifiutato di riconoscere tali rischi ed ha riproposto lo stesso tipo di tour per il 2022.

## Vita privata
Negli anni ottanta ha avuto una relazione con la showgirl Valeria Marini, conosciuta in un locale in Sardegna dove lui faceva il deejay, come affermato dall'ex soubrette del Bagaglino. Successivamente è stato legato alla conduttrice televisiva e radiofonica Rosita Celentano, figlia del cantautore Adriano Celentano e di sua moglie, l'attrice Claudia Mori, apparsa con lui nel videoclip de La mia moto.
Il 6 settembre 2008 ha sposato a Cortona, nella chiesa di Santa Maria Nuova, la fidanzata Francesca Valiani (conosciuta nel 1994 tramite la sorella Anna, di cui era amica), con la quale viveva da parecchi anni. I due hanno una figlia, Teresa Lucia, nata il 13 dicembre 1998 a Forlì, città dove Jovanotti ha vissuto per diversi anni: alla figlia il cantautore ha dedicato la canzone Per te. Nel 2020 Teresa è guarita dal linfoma di Hodgkin.
Vive a Cortona.

## Altre apparizioni

### Filmografia
- Compare nel film di Mario Monicelli, Parenti serpenti, in una scena in cui la famiglia è a tavola e in televisione si vede il video del singolo Muoviti muoviti (accreditato nella colonna sonora del film)[79]
- Recita nel film I giardini dell'Eden di Alessandro D'Alatri nel ruolo di David a fianco di Kim Rossi Stuart (1998)
- Compare nel film Jolly Blu come presidente della casa discografica presso cui fa un provino Max Pezzali[79]
- Nel 2014 compare nel documentario Strani Ritmi - La storia del dj Marco Trani, regia di Corrado Rizza[80]
- Nel 2021 partecipa al documentario Roma Caput Disco, regia di Corrado Rizza[81]
- Nel 2023 compare nel docufilm Io, noi e Gaber, regia di Riccardo Milani[82]
- Nel 2023 compare nel documentario People from Cecchetto, regia di Emanuele Imbucci

### Doppiaggio
- Jovanotti ha doppiato Milo, un concorrente dell'Uomo dei fumetti nella puntata Mariti e coltelli nella versione italiana del cartone animato I Simpson.[83]

### Videoclip
- Compare nel videoclip della canzone Hanno ucciso l'Uomo Ragno degli 883[79]
- Compare nel videoclip della canzone Mondo di Cesare Cremonini[79]
- Compare, insieme a Valentino Rossi, nel videoclip della canzone L'allegria, da lui scritta per poi essere interpretata da Gianni Morandi

### Programmi televisivi
- DeeJay Television (Italia 1, 1987-1988)
- 1, 2, 3 Jovanotti (Italia 1, 1989-1990)
- Fantastico 90 (Rai 1, 1990-1991)
- Milano-Roma (Rai 3, 1998)
- Non voglio cambiare pianeta (RaiPlay, 2020)
- Sahara Jam. Una settimana in Niger (RaiPlay, 2022)
- L'estate adesso - Jova Beach Play (RaiPlay, 2022)
- Aracataca. Non voglio cambiare pianeta 2 (RaiPlay, 2023)

### Fumettistica
- Il 17 giugno 2015 è apparso in quattro storie autoconclusive nel numero 3108 del fumetto Topolino, sotto forma del papero Paperotti, insieme a Pianetino (alias Saturnino)

## Discografia

### Album in studio
- 1988 – Jovanotti for President
- 1989 – La mia moto
- 1990 – Giovani Jovanotti
- 1991 – Una tribù che balla
- 1992 – Lorenzo 1992
- 1994 – Lorenzo 1994
- 1997 – Lorenzo 1997 - L'albero
- 1999 –  Lorenzo 1999 - Capo Horn
- 2002 – Lorenzo 2002 - Il quinto mondo
- 2005 – Buon sangue
- 2008 – Safari
- 2011 – Ora
- 2015 – Lorenzo 2015 CC.
- 2017 – Oh, vita!
- 2022 – Il disco del Sole
- 2025 – Il corpo umano vol. 1

### Raccolte
- 1989 – Jovanotti Special
- 1995 – Lorenzo 1990-1995
- 2012 – Backup - Lorenzo 1987-2012

### EP
- 2019 – Jova Beach Party

### Album dal vivo
- 2000 – Lorenzo live - Autobiografia di una festa
- 2004 – Jova Live 2002
- 2013 – Lorenzo negli stadi - Backup Tour 2013
- 2025 – Jova! Live! Love!

### Album di cover
- 2019 – Lorenzo sulla Luna

## Tournée
- 1991-1992 – Una tribù che balla Tour 1991-1992
- 1992 – Carboni-Jovanotti in concerto 1992
- 1992-1993 – Il rap Tour 1992-1993
- 1994 – Lorenzo in concerto Tour 1994
- 1994 – Pino Daniele-Jovanotti-Eros Ramazzotti in concerto 1994
- 1997 – Lorenzo Tour 1997
- 1999 – Lorenzo Tour 1999
- 2002 – Lorenzo Live 2002
- 2005 – Buon sangue Tour 2005
- 2008 – Safari Tour 2008
- 2011-2012 – Lorenzo Live - Ora in Tour 2011-2012
- 2013 – Backup Tour - Lorenzo negli stadi 2013
- 2014 – Super-Sur-Tour 2014
- 2015 – Lorenzo negli stadi Tour 2015
- 2015-2016 – Lorenzo nei Palasport Tour 2015-2016
- 2018 – Lorenzo Live Tour 2018
- 2019 – Jova Beach Party Tour 2019
- 2022 – Jova Beach Party Tour 2022
- 2025 – PalaJova Tour 2025

## Libri
- Yo, brothers and sisters. Siamo o non siamo un bel movimento?, Milano, Vallardi, 1988.
- Cherubini, S.l., Soleluna, 1993.
- Il grande boh!, Milano, Feltrinelli, 1998. ISBN 88-07-70102-2; Milano, Feltrinelli, 2000. ISBN 88-07-81604-0
- Quarantology, 1966-2006, Milano, Rizzoli, 2006. ISBN 88-17-01165-7
- La parrucca di Mozart, Torino, Einaudi, 2009. ISBN 978-88-06-20054-1
- Per te, Roma, Gallucci, 2009. ISBN 978-88-6145-086-8
- Viva tutto!, Add Editore, 2010. ISBN 978-88-96873-18-2
- Gratitude, Torino, Einaudi, 2013. ISBN 978-88-06-21834-8
- Sbam!, Milano, Mondadori, 2017. ISBN 978-88-04-68543-2

Curatele
- Poesie da spiaggia, con Nicola Crocetti, Milano, Crocetti, 2022. ISBN 9788883063558.

## Riconoscimenti
- David di Donatello
  - 2010 – Migliore canzone originale per Baciami ancora
  - 2017 – Candidatura alla migliore canzone originale per L'estate addosso
- Premio Mogol
  - 2011 – Premio al miglior testo per Le tasche piene di sassi[84]

- MTV Europe Music Awards
  - 1999 – Candidatura al miglior artista italiano
  - 2006 – Candidatura al miglior artista italiano
  - 2011 – Candidatura al miglior artista italiano
- MTV Video Music Awards
  - 1996 – Candidatura al miglior video di un artista europeo per L'ombelico del mondo
- Nastro d'argento
  - 2010 – Candidatura alla miglior canzone originale per Baciami ancora
- TRL Awards
  - 2011 – Candidatura al miglior artista maschile
  - 2012 – Candidatura al miglior artista maschile
  - 2012 – Candidatura al miglior video per Il più grande spettacolo dopo il Big Bang
- World Music Award
  - 2008 – Artista italiano più venduto